# 岳阳号导弹护卫舰
“岳阳”号导弹护卫舰（舷号575）简称“岳阳”舰，是中国人民解放军海军第十四艘054A型导弹护卫舰，可以单独或者协同海军其他兵力攻击敌水面舰艇及潜艇，具有较强的远程警戒和防空作战能力。岳阳舰由黄埔造船厂于2010年6月开工建造，2012年5月10日下水，2012年9月开始试航，2013年3月交付，2013年5月3日入列，服役于南海舰队驱逐舰第九支队。岳阳舰舰名取自湖南省岳阳市，其入列命名授旗仪式于2013年5月3日在海南省三亚市某军港举行。

## 历史
2013年4月9日，“岳阳”号导弹护卫舰与“衡水”号导弹护卫舰代表驱逐舰第九支队接受了中共中央军委主席习近平检阅。
2013年5月8日，“岳阳”号导弹护卫舰接受了来自尼日尔、奥地利等54个国家的97位驻华武官夫妇的访问，岳阳舰舰员组织武官夫妇参观了舰艇。
2013年7月26日，“岳阳”号导弹护卫舰参加了由解放军海军南海舰队组织、带动北海舰队、东海舰队部分海空兵力和海军院校部分学员参演，在南海某海域开展的一场复杂电磁环境下的实际使用武器演练，重点演练了基于信息系统海上作战指挥、多兵种合同对海远程打击、航空兵制空作战、综合防空反导等课题。岳阳舰在演练中实射两枚海红旗-16导弹，全部命中目标。
2014年1月中旬，“岳阳”号导弹护卫舰与“衡水”号导弹护卫舰、“柳州”号导弹护卫舰及“三亚”号导弹护卫舰等组成编队在训练海域完成多个课目的攻防演练。
2014年6月9日，“岳阳”号导弹护卫舰、“海口”号导弹驱逐舰及“千岛湖”号综合补给舰等组成的参加“环太平洋-2014”演习中方参演舰艇编队从三亚市军港起航，先后穿越南海、巴士海峡，航行2100余海里，于6月14日抵达关岛以北海域，与从舟山市起航，经宫古海峡先行抵达的和“岱山岛”号医院船会合，再同美国、新加坡、文莱舰艇会合组成多国特混编队向夏威夷航渡。6月24日，多国特混编队抵达美国夏威夷珍珠港基地。期间，岳阳舰等参加了共22国海军参与、为期38天的联合军演并访问了美国本土。9月3日，历经87个日夜、航行19271海里，参加“环太平洋-2014”演习并执行访问任务的中国海军舰艇编队返回三亚市某军港。
2015年“岳阳”号导弹护卫舰三赴南沙战备值班，航行时间长达200余天。
2016年3月31日，美國神盾級巡洋艦「錢斯洛斯維爾」號(USS Chancellorsville CG-62)在南海黃岩島水域附近，遭到岳陽艦的攔截監視。

## 人员编制

### 历任领导
舰长
1. 赵岩泉 [12]